# Uro (film fra 2003)
|  | Denne artikel er oprettet af botten Steenthbot ud fra en ekstern database. Den kan derfor have sproglige fejl eller mangler. Denne skabelon kan fjernes efter kontrol af indholdet. |

 For alternative betydninger, se Uro. (Se også artikler, som begynder med Uro)
Uro er en dansk kortfilm fra 2003 instrueret af Ole Bendtzen efter eget manuskript.

## Handling
Rune og Camilla er på rejse i Thailand. Rune lider under sin egen tvivl og jalousi i forhold til Camilla. Og rejsen bringer ham tættere og tættere på sin egen usikkerhed. "URO" er en film om ensomhed, egoisme og angsten for nærhed.